# 盧克·威爾遜
路克·坎寧安·威爾森（英語：Luke Cunningham Wilson，1971年9月21日—）是一位美國男演員。較著名的作品如電影《天才一族》（2001年）、《戀愛書成班》（2003年）、《愛情奧客》（2005年）、《我的超人女友》（2006年）、《真愛BJ4》（2015年）和《震盪效應》（2015年）。2011年至2013年，他還出演了HBO電視劇《醍醐灌頂》。
他是演員安德魯·威爾森和歐文·威爾森的弟弟。

## 作品列表
- 1996：《脫線沖天炮》-Anthony Adams
- 1997：《Bongwater》-David
- 1997：《在美國撒謊》-亨利
- 1997：《哈拉伴郎》-Jesse Reilly
- 1997：《驚聲尖叫2》-「刺殺」比利
- 1998：《愛情狗奇緣》-Andy
- 1998：《X檔案》-Sheriff Hartwell（電視劇）
- 1998：《愛情向前衝》-Dorian Montier
- 1998：《都是愛情惹的禍》-Dr. Peter Flynn
- 1999：《殺了他》-Stanley Simon
- 1999：《笨賊妙探》-Detective Carlson
- 2000：《家有跳狗》-Dink Jenkins
- 2000：《天命真女》-卡爾
- 2000：《Bad Seed》-Preston Tylk
- 2000：《霹靂嬌娃》-Peter Kominsky
- 2001：《金法尤物》-Emmett Richmond
- 2001：《駭過陰陽線》-Father Jude
- 2001：《天才一族》-Richie Tenenbaum
- 2002：《撞翻姻緣路》-Stanley
- 2002-2005：《70年代秀》-Casey Kelso（電視劇；6集）
- 2003：《巴布狄倫之假面與匿名》-Bobby Cupid
- 2003：《重返校園》-Mitch "The Godfather" Martin
- 2003：《當我們黏在一起》-他自己
- 2003：《戀愛書成班》-Alex Sheldon / Adam Shipley
- 2003：《霹靂嬌娃：全速進攻》-Peter Kominsky
- 2003：《金法尤物2：白宮粉緊張》-Emmett Richmond
- 2004：《環遊世界八十天》-奧維爾·萊特
- 2004：《銀幕大角頭》-法蘭克·威特查德
- 2004：《銀幕大角頭：失落的電影》-法蘭克·威特查德（DVD首映）
- 2004：《大明星小跟班》-他自己（電視劇）
- 2004：《週六夜現場》-主持人（電視劇）
- 2005：《愛情奧客》-Wendell Baker（兼編劇、監製和導演）
- 2005：《婆家就是你家》-Ben Stone
- 2006：《我愛貓頭鷹》-Officer David Delinko
- 2006：《分手擂台》-Det. Dwight Garson
- 2006：《我的超人女友》-Matthew "Matt" Saunders
- 2006：《蠢蛋進化論》-Average Joe" Bauers
- 2006：《無厘取鬧》-他自己
- 2007：《愛情追殺令》-Tom
- 2007：《針孔旅社》-David Fox
- 2007：《決戰3:10》-Zeke
- 2007：《冰刀雙人組》-Sex Class Instructor
- 2007：《泰拉星》-Jim Stanton（配音）
- 2007：《金髮明星夢》-Ben Connelly
- 2008：《上帝在我家》-Henry Poole
- 2009：《終身職位》-Charlie Thurber
- 2009：《中介商》-Jack Harris
- 2010：《新超完美告別》-Derek
- 2011-2013：《醍醐灌頂》-Levi Callow（電視劇；15集）
- 2012：《當魔鬼來敲門》-John Felton
- 2012：《浪子回頭愛不換》-William
- 2013：《醉酒史》-Will Keith Kellogg（電視劇）
- 2013：《傑利賈西亞：70歲生日慶祝音樂會》-面試官（音樂紀錄片）
- 2014：《人生雙告急》-Lance
- 2014：《踏浪》-Ian[1]
- 2014：《黎安娜里伯拉托》-Bob Potter
- 2015：《真愛BJ4》-Samson
- 2015：《小鎮迷蹤》-菲爾
- 2015：《滑稽六人組》-丹尼
- 2015：《震盪效應》-羅傑·古德爾
- 2016：《搖滾藏獒》-Bodi（配音）
- 2019：《屍樂園：髒比雙拼》-Albuquerque

電視影集：
- 2020：《逐星女》

## 外部連結
- 盧克·威爾遜在互联网电影资料库（IMDb）上的資料（英文）